# 表参道Hills

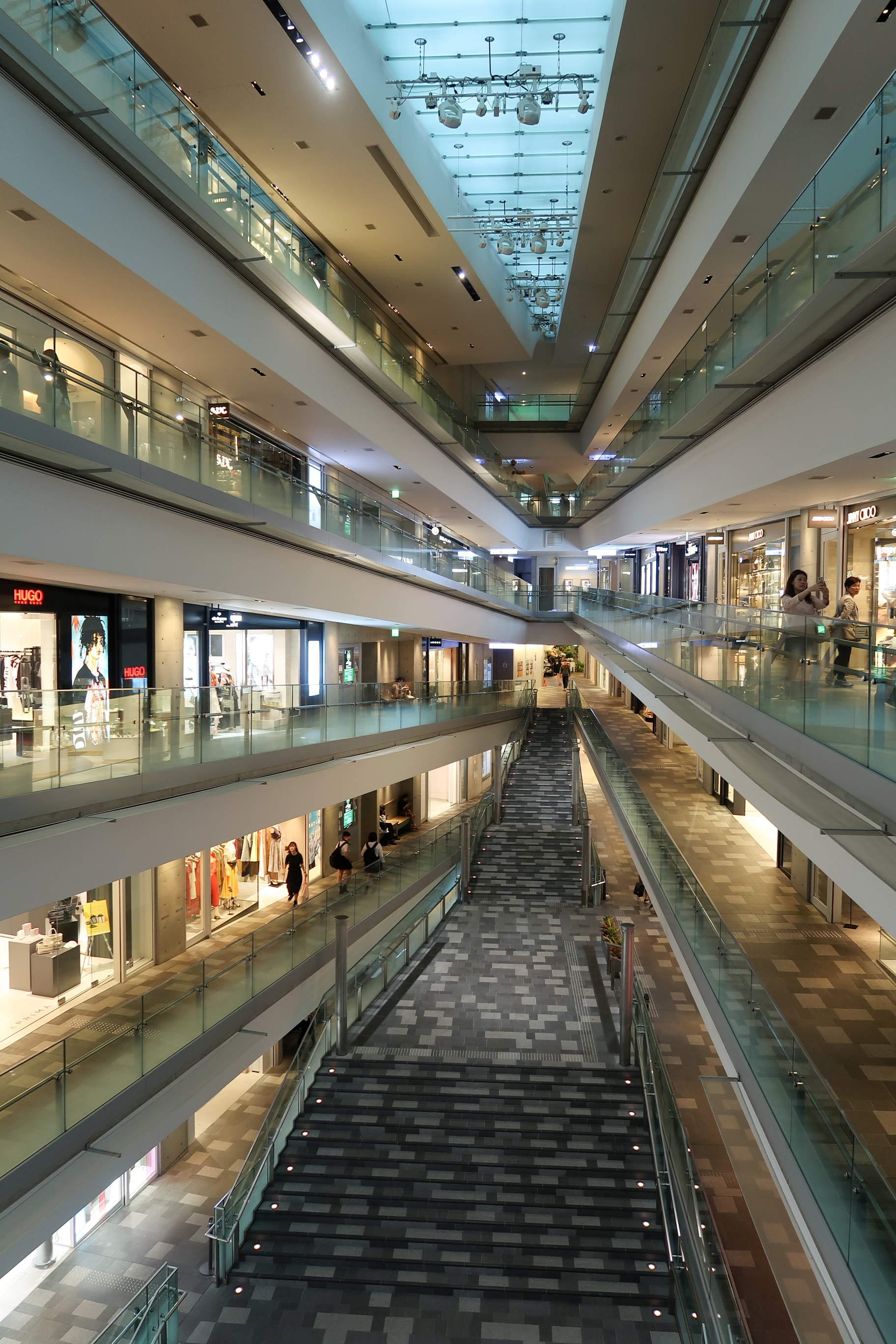
表参道Hills商場內部

表參道Hills（日语：／ Omotesandō Hiruzu */?），中文經常譯為表參道之丘，位於日本東京都澀谷區原宿，是在「同潤會青山公寓」舊址上所進行的都市再開發計畫，因位於東京著名景點之一的表參道而得名。由森大廈公司進行開發，建築師安藤忠雄設計。建築區域是道路旁邊的狹窄細長的區域，並且由於是斜坡的地區，不能建造高層建築，可說是很難處理的建築腹地。於是設計師利用一整排的櫸樹，和分三階段漸次降低的建築樓層來調和景觀。

## 簡介
建築已經超過80年的同潤會青山公寓（1927年竣工），被拆除之後在原本的位址上建立的複合建築設施就是表參道Hills。於2006年2月11日開幕，全長約250公尺，為地上3層、地下3層的建築。其中進駐了國內外知名的名牌服飾精品店。建築內部為將地上和地下共六層樓挑高的構造，由於表參道是一個傾斜的腹地，因此建築內的地面也有許多斜坡。此外，在東側也保留了以前青山公寓建築的一部份，用來作為店面使用。
- 建築主：神宮前四丁目地区市街地再開発組合
- 設計：安藤忠雄建築研究所、森建築設計共同企業体
- 施工：株式会社大林組、株式会社関電工、高砂熱学工業株式会社、三建設備工業株式会社
- 商店數量：設101間商店（2006年6月）
- 住宅數量：提供38戶，稱為「Zelkova Terrace」，簡稱「樺木樹住宅（ケヤキの住居）」。
- 停車場：可停泊私家車182台、電單車35台
- 樓面數：共有12個樓面。（住宅3個樓面、商業設施6個樓面、停車場3個樓面）
- 面積：建築設施面積33,916平方公尺、商店面積9,959平方公尺。

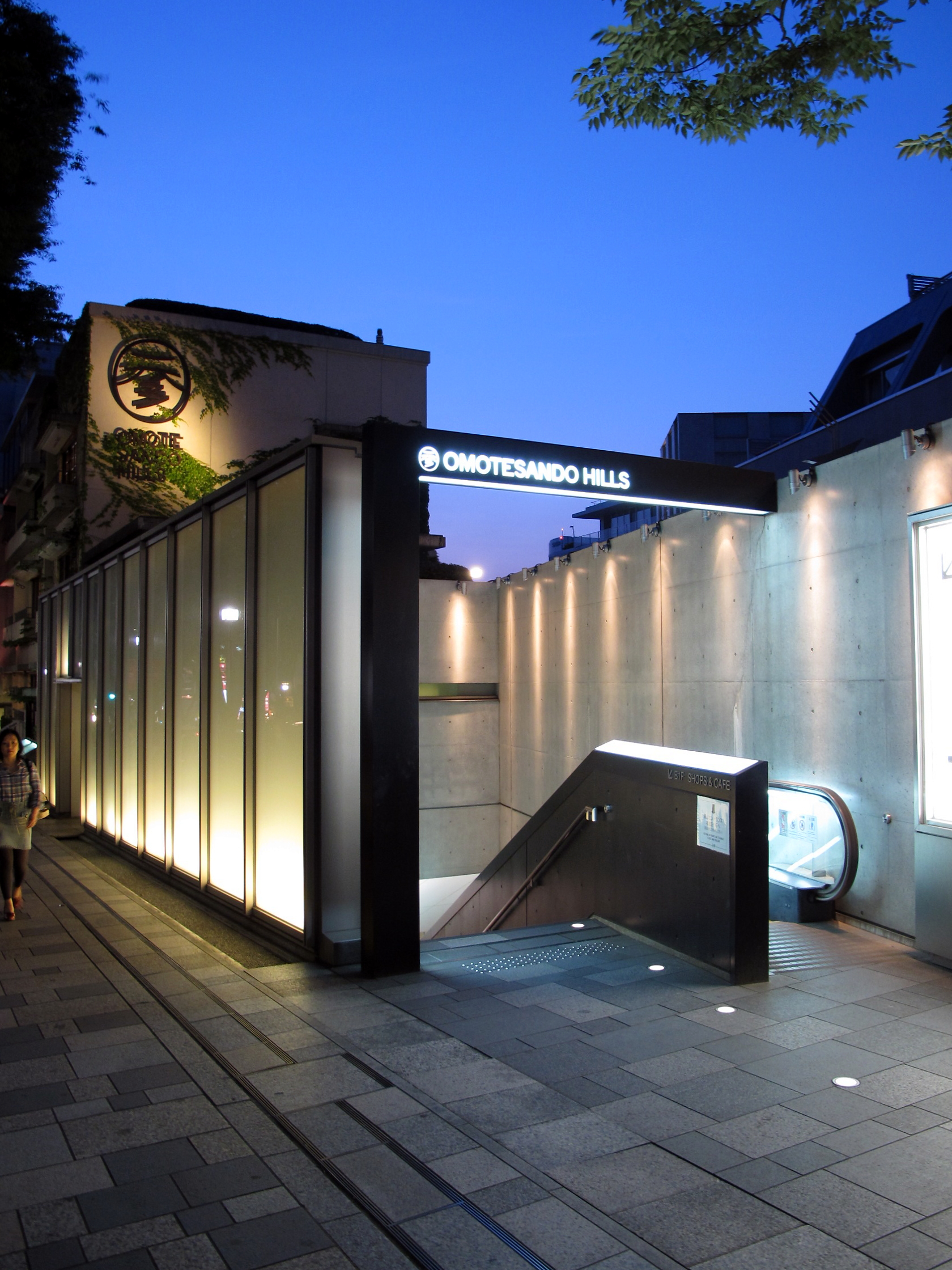
購物商場入口
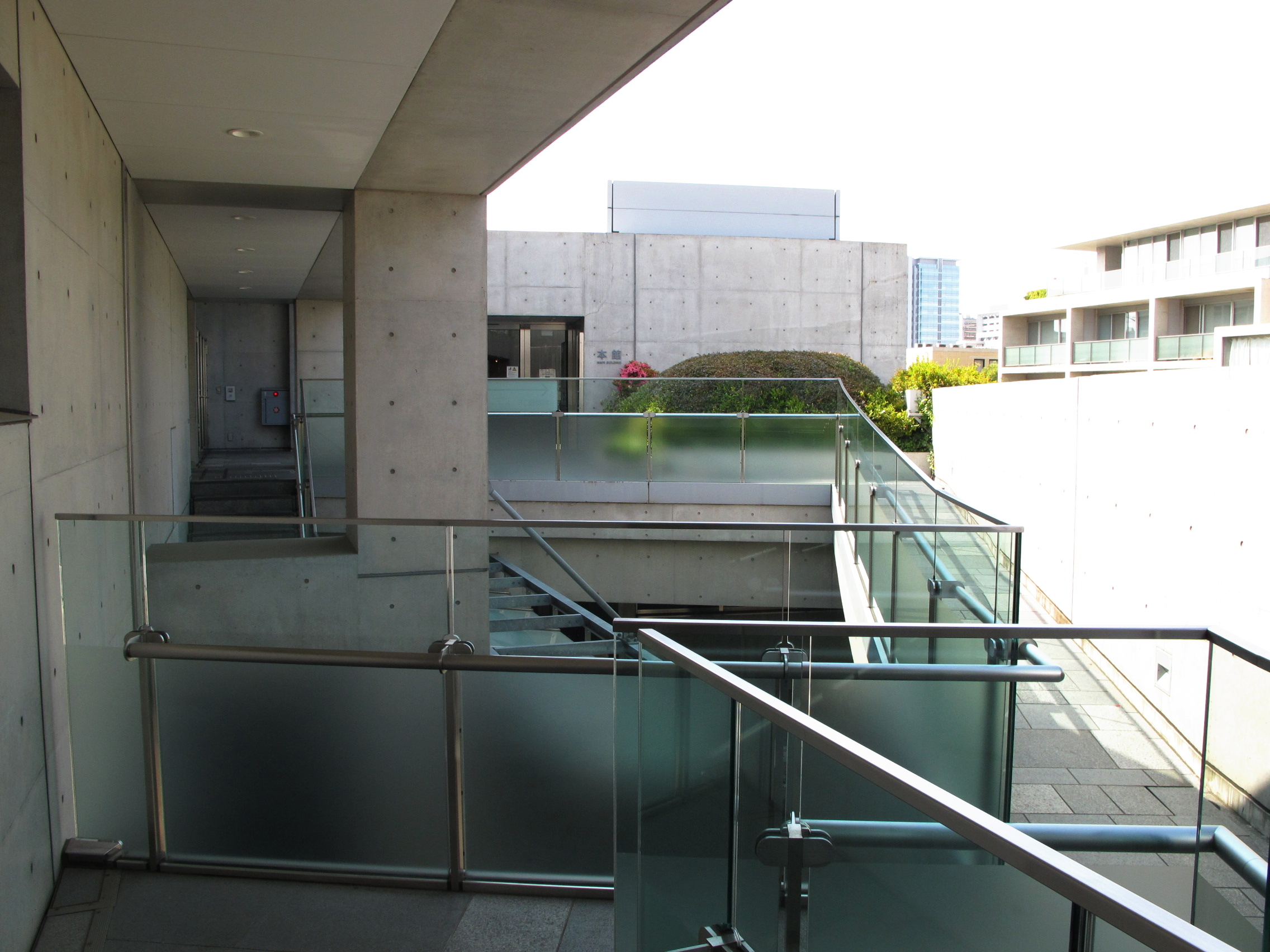
頂層花園
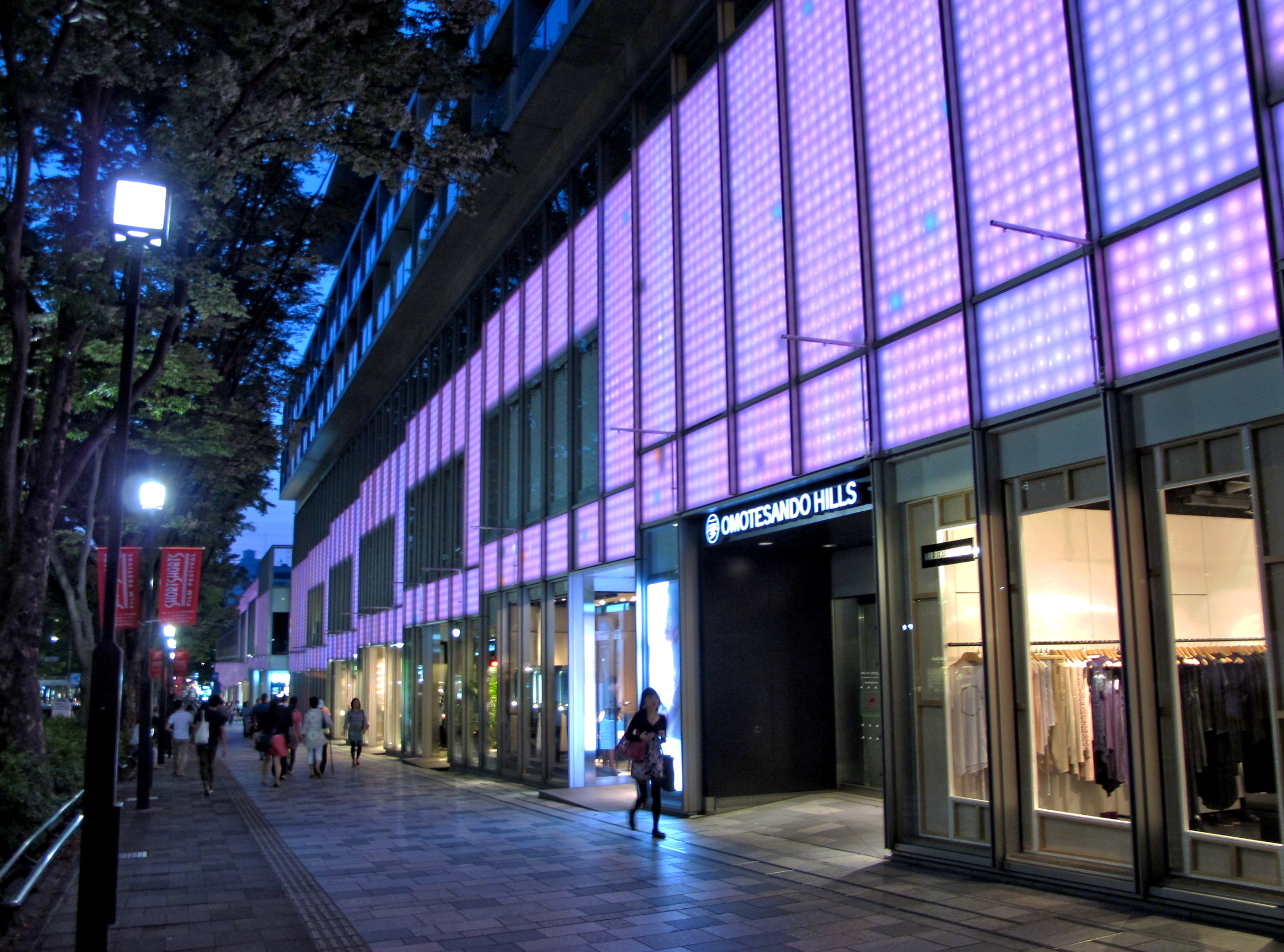
晚上購物商場外貌
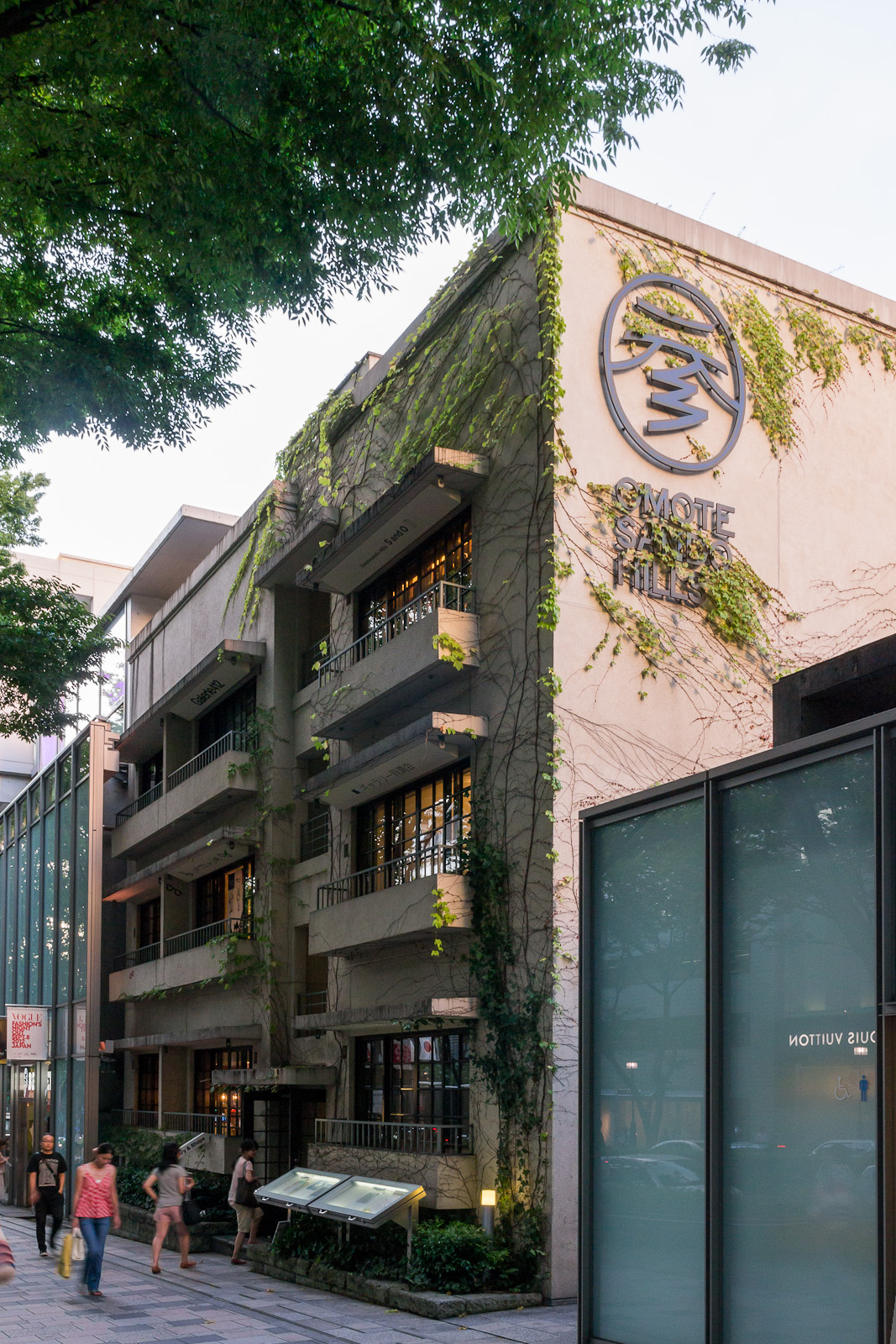
1927年竣工的同潤會青山公寓

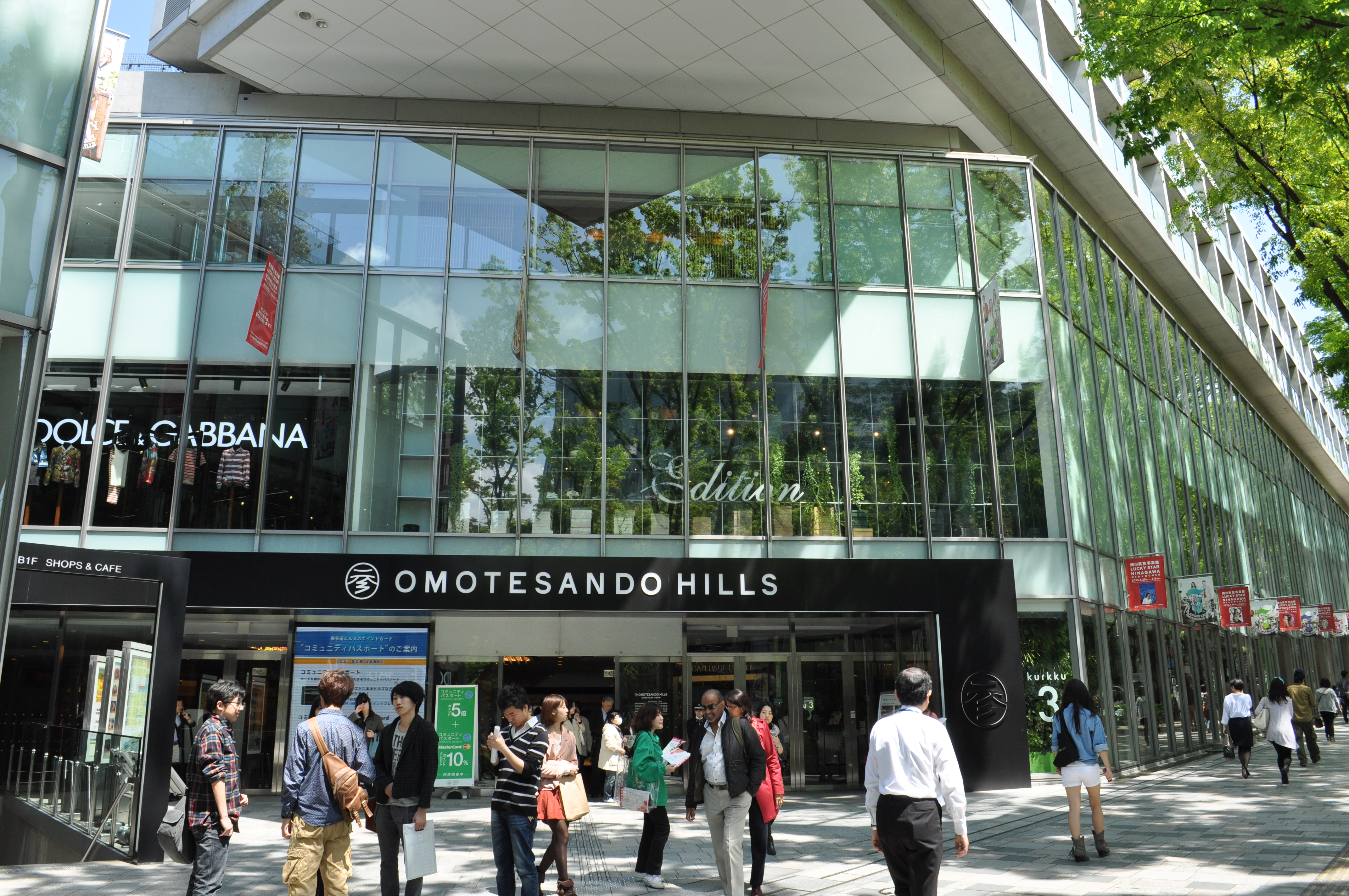
購物商場主入口

## 營業時間
- 商店：11:00 - 21:00
- 餐廳：11:00 - 24:00
- 咖啡廳（Cafe）：8:00 - 23:00
- 休館日：表參道Hills約每半年會有1~2天的全館休息日。第一個休息日訂在2006年的8月22日和23日。

## 鄰近車站
- 東京地下鐵千代田線、銀座線、半藏門線 - 表參道站 A2出口徒步2分
- 東京地下鐵千代田線、副都心線- 明治神宮前站 5號出口徒步3分
- JR東日本山手線 - 原宿站 明治神宮口徒步7分

## 外部連結
- 表參道Hills官方網站 （页面存档备份，存于）
- 「當地居民的表參道Hills專門攻略全記載」部落格 （页面存档备份，存于）